# Emmanuel Imorou
Emmanuel Imorou (Bourges, 16 settembre 1988) è un ex calciatore beninese con cittadinanza francese, di ruolo difensore.

## Carriera

### Nazionale
Ha partecipato alla Coppa d'Africa del 2010 ed a quella del 2019.